# 14-es busz (Békéscsaba)
A békéscsabai 14-es jelzésű autóbusz a Mezőgép és a Varságh Béla utca közlekedett munkanapokon és délután. Az autóbusz 2008 decemberében történt menetrendváltással szűnt meg. A vonalat a Körös Volán üzemeltette.

## Útvonala
| Varságh Béla utca felé                                                                   | Mezőgép felé                                                                             |
| ---------------------------------------------------------------------------------------- | ---------------------------------------------------------------------------------------- |
| Mezőgép – Madách utca – Orosházi út – Bartók Béla út – Szabadság tér – Varságh Béla utca | Varságh Béla utca – Szabadság tér – Bartók Béla út – Orosházi út – Madách utca – Mezőgép |

## Megállóhelyei
| 0  | Mezőgép végállomás               | 27 |
| 1  | Volán telep                      | 26 |
| 3  | Stromfeld utca                   | 24 |
| 4  | Franklin utca                    | 23 |
| 5  | Tavasz utca                      | 22 |
| 6  | Rózsa utca                       | 21 |
| 7  | Bacsányi utca                    | 20 |
| 8  | Tompa utca                       | 19 |
| 9  | Madách utca                      | 18 |
| 10 | I. sz. téglagyár                 | 17 |
| 12 | Temető sor                       | 15 |
| 13 | Tulipán utca                     | 14 |
| 15 | Petőfi utca                      | 12 |
| 17 | Haán Lajos utca                  | 10 |
| 19 | Szabadság tér                    | 8  |
| 21 | Körös Hotel                      | 6  |
| 22 | Kórház                           | 5  |
| 23 | 611. sz. Szakmunkásképző Intézet | 4  |
| 25 | Ady Endre utca                   | 2  |
| 27 | Varságh Béla utca végállomás     | 0  |